# Есеїстика
Есеїстика — галузь літературознавства, що вивчає есеї.
Також есеїстикою називають жанр есеїв. Серед відомих українських есеїстів — Євген Маланюк, Остап Вишня, Юрій Андрухович, Сергій Жадан, Василь Барка та інші.